# Petedunnite
La petedunnite è un minerale e un inosilicato molto raro del gruppo del pirosseno con la composizione chimica idealizzata CaZnSi2O6.
La petedunnite si forma in calcari metamorfici ricchi di zinco durante la reazione di cristalli misti diopside-edenbergite-johannsenite con un fluido ricco di zinco.

## Etimologia e storia
Già negli anni '30, i pirosseni ricchi di zinco sono stati descritti dai calcari metamorfici del deposito di zinco della miniera di Franklin vicino a Franklin nella contea di Sussex, nel New Jersey. Charles Palache ha documentato i ritrovamenti di egirina contenente zinco, una varietà di diopside contenente manganese, così come la jeffersonite, una varietà di diopside ricca di zinco, manganese e ferro.
Più di 50 anni dopo, Pete J. Dunn scoprì un insolito clinopirosseno ricco di zinco nella miniera di Franklin e lo consegnò a Eric J. Essene e Donald R. Peacor dell'Università del Michigan per ulteriori analisi. Hanno confermato l'alto contenuto di zinco, sintetizzato l'analogo dello zinco del diopside (CaZnSi2O6) e hanno chiamato questo nuovo pirosseno in onore del suo scopritore Pete Dunn in riconoscimento del suo ampio lavoro sulla mineralogia dei depositi di ferro-zinco a Franklin, nel New Jersey. Pete Dunn ha commentato la petedunnite come un minerale molto noioso.

## Classificazione
Nella classificazione strutturale dell'Associazione Mineralogica Internazionale (IMA), la petedunnite appartiene ai pirosseni di calcio (Ca-pirosseni) del gruppo del pirosseno, insieme ad augite, burnettite, davisite, diopside, esseneite, grossmanite, hedenbergite, johannsenite, kushiroite e tissintite.
La 9ª edizione della sistematica minerale di Strunz, valida dal 2001 e finora utilizzata dall'IMA, classifica anche la petedunnite nella classe dei "silicati e germanati" e lì nella sottoclasse degli "inosilicati". Questa divisione è ulteriormente suddivisa in base al tipo di formazione della catena, in modo che il minerale sia classificato nella suddivisione "Inosilicati con catene singole di periodo 2, Si2O6; famiglia del pirosseno", dove insieme ad augite, diopside, esseneite, hedenbergite e johannsenite forma il "gruppo Ca-clinopirosseno, diopside" con il sistema nº 9.DA.15.
Nell'obsoleta ma ancora in uso 8ª edizione della sistematica dei minerali secondo Strunz, la petedunnite apparteneva alla classe dei minerali dei "silicati e germanati" e lì alla divisione dei "silicati a catena e silicati a bande (inosilicati)", dove viene elencata insieme a egirina, augite, esseneite, hedenbergite, giadeite, jervisite, johannsenite, kanoite, clinoenstatite, clinoferrosilite, cosmochloro, namansilite, natalyite, omfacite, pigeonite e spodumene, con le quali forma il "gruppo del pirosseno, sottogruppo clinopirosseni" con il sistema nº VIII/F.01.
La classificazione dei minerali di Dana, utilizzata principalmente nel mondo anglosassone, classifica la petedunnite nella classe dei "silicati e germanati" e lì nella divisione dei "minerali silicati a catena". Lo si trova insieme a diopside, hedenbergite, augite, johannsenite, esseneite e davisite nel gruppo dei "C2/c clinopirosseni (Ca-clinopirosseni)" con il sistema nº 65.01.03a all'interno della suddivisione "Silicati a catena: Catene semplici non ramificate, W=1 con catene P=2".

## Chimica
La petedunnite con la composizione idealizzata {\displaystyle {\ce {^{[M2]}Ca\,^{[M1]}Zn\,^{[T]}Si_2O_6}}} è l'analogo dello zinco del diopside {\displaystyle {\ce {(^{[M2]}Ca\,^{[M1]}Mg\,^{[T]}Si_2O_6)}}}, dove {\displaystyle {\ce {[M2], [M1]}}} e {\displaystyle {\ce {[T]}}} sono le posizioni nella struttura del pirosseno.
La composizione della petedunnite della località tipo è:
- {\displaystyle \mathrm {^{[M2]}(Ca_{0,92}Na_{0,06}Mn_{0,02}^{2+})\,^{[M1]}(Zn_{0,37}Mn_{0,18}^{2+}Fe_{0,19}^{2+}Fe_{0,12}^{3+}Mg_{0,14})^{[T]}(Si_{1,94}Al_{0,06})O_{6}} }[1]

Le deviazioni dalla composizione ideale sono dovute principalmente alle seguenti serie di cristalli misti. Da un lato, Zn2+ viene sostituito in posizione {\displaystyle {\ce {[M1]}}} da Mn2+, Fe2+ e Mg2+, secondo le seguenti reazioni di scambio:
- {\displaystyle {\ce {^{[M1]}Zn =\, ^{[M1]}Mn^{2+}}}} (johannsenite),
{\displaystyle {\ce {^{[M1]}Zn =\, ^{[M1]}Fe^{2+}}}} (hedenbergite)
{\displaystyle {\ce {^{[M1]}Zn =\, ^{[M1]}Mg^{2+}}}} (diopside)[1]

d'altra parte, Zn2+ è sostituito da sostituzioni accoppiate da Fe3+
- {\displaystyle {\ce {^{[M2]}Ca^{2+}\, + ^{[M1]}Zn^{2+}= \,^{[M2]}Na^{+}\, + ^{[M1]}Fe^{3+}}}} (egirina)
{\displaystyle {\ce {^{[M1]}Zn^{2+}\, + ^{[T]}Si^{4+}=\, ^{[M1]}Fe^{3+}\, + ^{[T]}Al^{3+}}}} (esseneite)[1]

## Abito cristallino
La petedunnite cristallizza con simmetria monoclina nel gruppo spaziale C2/c (gruppo nº 15) con 4 unità di formula per cella unitaria. Il cristallo misto naturale della località tipo ha i parametri reticolari a = 9,82 Å, b = 9,00 Å, c = 5,27 Å e β = 105,6°. I parametri reticolari dell'elemento terminale sintetico sono a = 9,7955 Å, b = 8,9781 Å, c = 5,251 Å e β = 106,033°
La struttura è quella del clinopirosseno. Il silicio (Si4+) occupa la posizione {\displaystyle {\ce {T}}}, che è tetraedrica circondata da 4 ioni ossigeno, il calcio (Ca2+) occupa la posizione {\displaystyle \mathrm {M2} }, che è ottaedrica circondata da 6 ossigeni, e lo zinco (Zn2+) occupa la posizione {\displaystyle \mathrm {M1} }, anch'essa ottaedrica coordinata. Questo ottaedro {\displaystyle \mathrm {M1} } è fortemente distorto e lo zinco forma quattro legami corti (forti) e 2 più lunghi (deboli) con gli ioni di ossigeno circostanti. Ciò corrisponde alla forte preferenza di Zn2+ per un ambiente tetraedrico con 4 anioni.

## Origine e giacitura
La petedunnite pura è stabile a pressioni medio-alte e si degrada al di sotto di ~6–10 kbar in willemite (Zn2SiO4), hardystonite (Ca2ZnSi2O7) e quarzo (SiO2) o al di sotto di ~650 °C in feldspato di zinco (CaZnSi3O8), willemite e hardystonite. I clinopirosseni naturali che si formano a pressione più bassa contengono solo piccole quantità di zinco.
Il pirosseno contenente zinco si forma nelle rocce di silicato calcareo quando reagisce con soluzioni ricche di zinco o altri minerali di zinco come la sfalerite (ZnS), tipicamente nei depositi di skarn. Il metamorfismo di contatto, che porta alla formazione di skarn, avviene solitamente vicino alla superficie a bassa pressione. Il contenuto di zinco dei clinopirosseni formati in questo modo è basso. Solo alcuni di questi skarn sono stati alterati metamorficamente a pressioni superiori a 5 kbar, consentendo la formazione di pirosseni ricchi di petedunnite.
D'altra parte, i pirosseni da scorie di metalli non ferrosi possono contenere il 50-60% di petedunnite. Ciò dimostra che i pirosseni ricchi di zinco cristallizzano anche a 1 bar e non indicano necessariamente un'alta pressione durante la formazione.

### Skarn
La località tipo di petedunnite è la miniera di Franklin vicino a Franklin nella contea di Sussex, nel New Jersey, ed è stata formata dalla reazione di cristalli misti diopside-edenbergite-johannsenite con un fluido ricco di zinco. Si trova insieme a willemite, quarzo, calcite e fluorapatite e contiene inclusioni di willemite, calcite, genthelvite, granato, gahnite, albite, quarzo, galena, sfalerite, titanite e allanite.
Altri eventi documentati includono il complesso di Nain nella penisola Labrador nella provincia di Terranova e Labrador, in Canada, e il complesso carbonatico di Magnet Cove nella contea di Hot Spring, in Arkansas (Stati Uniti).

### Scorie di metalli non ferrosi
I clinopirosseni contenenti zinco sono un componente primario delle scorie provenienti dalla fusione di minerali di piombo, argento e zinco e possono essere presenti insieme a willemite, hardystonite, zincite, wurtzite e franklinite.
Nell'area centrale delle scorie massicce provenienti da cumuli di scorie vicino a Pontgibaud nel Massiccio Centrale, in Francia, la petedunnite si trova insieme alla gahnite e alla willemite.

## Forma in cui si presenta in natura
La petedunnite forma aggregati verde scuro di piccoli cristalli di dimensioni inferiori a un millimetro.